# HPN
HPN ist eine bayerisches Unternehmen, das vor allem durch seine Umbauten von BMW-Motorrädern bekannt wurde. Es firmiert als HPN - Motorradtechnik Gesellschaft mit beschränkter Haftung. Einige dieser Umbauten erfuhren Siege auf Rallyes wie der Rallye Paris-Dakar.
Die Initialen HPN stehen für die Gründer Halbfeld, Pepperl, Neher, von denen heute noch Alfred Halbfeld und Klaus Pepperl die im bayerischen Seibersdorf ansässige Firma führen. Die Umbauten von BMW-Motorrädern machen neben Entwicklungsarbeit nach wie vor einen Großteil des Firmengeschäfts aus.